# 徐承恩 (香港)
徐承恩（英語：Eric Sing-yan Tsui，1978年10月19日—）是一名香港的普通科醫生、業餘歷史學學者及獨派政治評論員。

## 生平
其父祖籍廣東香山，祖父母在中日戰爭爆發之際遷居香港；外祖父祖籍潮汕澄海、外祖母祖籍四邑鶴山。
其於皇仁書院中學畢業後入讀香港中文大學新亞書院醫學院，並於2002年畢業，2004年完成實習後執業成為私家醫生。行醫數年後回歸母校中大的研究院進修社會學及哲學碩士，師從陳健民。2009年赴英報讀政治學博士，但一個月後即因積蓄耗盡財困返港。
2012年，徐承恩和伍子豐、易汶健合著《菁英惡鬥：香港官商霸權興衰史》，研究香港政商界的社會網絡和影響力。2013年，徐承恩將閱讀十二本英文香港史著作的讀書筆記寫成《城邦舊事：十二本書看香港本土史》。之後再在《城邦舊事》之基礎上，寫出《香港，鬱躁的家邦：本土觀點的香港源流史》（香港版：《鬱躁的城邦：香港民族源流史》）這本本土派史觀的通史。
其喜讀葛兆光、杜贊奇，以及華南學派和新清史學派著作，並與臺灣學界的吳氏兄弟、吳介民和何明修等人相熟。推崇的人物包括江戶時代日本學者本居宣長、朝鮮現代化改革舵手徐載弼、臺獨推手王育德及史明等。他經常批評羅永生和梁文道對本土的看法，認為二人對本土派的批評既不公道、亦欠真誠。
2020年香港國安法通過之後，徐承恩前往臺灣中央研究院臺灣史研究所擔任訪問學人。

## 出版書籍
- 《香港，鬱躁的家邦：本土觀點的香港源流史》（香港版：《鬱躁的城邦：香港民族源流史》）
- 《城邦舊事：十二本書看香港本土史》
- 《一國兩制》（與陳健民共著）
- 《精英惡鬥：香港官商霸權興衰史》（與伍子豐、易汶健共著）
- 《思索家邦：中國殖民主義下的香港》
- 《未竟的快樂時代： 香港民主回歸世代精神史》

## 外部連結
- 徐承恩的facebook專頁